# وادنا
وادنا (به مجاری: Vadna) روستاییست در بورشود-آبااوی-زمپلن در کشور مجارستان. جمعیت این روستا در ۲۰۰۹، ۶۱۷ نفر بوده‌است.